# Bolesław Kossobudzki
Bolesław Kossobudzki (ur. 18 sierpnia 1899 w Pływaczewie, zm. 20–22 kwietnia 1940 w Katyniu) – kapitan artylerii Wojska Polskiego, kawaler Orderu Virtuti Militari, ofiara zbrodni katyńskiej.

## Życiorys
Urodził się 18 sierpnia 1899 w Pływaczewie, w ówczesnym powiecie wąbrzeskim rejencji kwidzyńskiej, w rodzinie Jana i Apolonii ze Zduńskich. W rodzinnej miejscowości ukończył szkołę powszechną. Do osiągnięcia pełnoletności pozostawał przy rodzicach. Od czerwca 1917 do marca 1919 służył w armii niemieckiej. 24 kwietnia 1919 wstąpił do Wojska Polskiego, przydzielony do 10 dyonu artylerii we Włocławku. Przeniesiony do 10 pułku artylerii polowej walczył na Froncie Litewsko-Białoruskim, w obronie Warszawy i Zamościa, w bitwie pod Sokalem i Dubnem, awansując na ogniomistrza. Wyróżnił się 4 sierpnia 1920 w bitwie pod Ostrowią Mazowiecką. 26 października 1920 dowódca 1 baterii 10 pap, porucznik Stefan Świnarski sporządził „wniosek na odznaczenie orderem «Virtuti Militari»”, w którym napisał:

w dniu 4 sierpnia 1920, gdy tabory dywizji i cała kolumna artylerii podchodziły do miasta Ostrowia, które było już zajęte przez bolszewików, zostaliśmy zaatakowani z lewego skrzydła przez nieprzyjaciela, wówczas ogniomistrz Bolesław Kossobudzki po otrzymaniu rozkazu wyjechał z działem na odkrytą pozycję i celowaniem wprost ostrzeliwał bardzo celnie atakującego nieprzyjaciela, zmuszając go do cofnięcia się, a następnie wyjechał na szosę i ostrzeliwał cofające się tyraliery bolszewickie i dzięki czemu droga do miasta jak również samo miasto zostało opuszczone przez nieprzyjaciela i oddziały dywizji przemaszerowały zupełnie spokojnie.

Po zakończeniu działań wojennych pozostał w wojsku jako podoficer zawodowy i kontynuował służbę w 10 pap w Łodzi. Awansował na starszego ogniomistrza i ukończył kurs dokształcający organizowany przez Dowództwo Okręgu Korpusu Nr IV. W 1926 został przyjęty do Oficerskiej Szkoły dla Podoficerów w Bydgoszczy. 15 sierpnia 1928 prezydent RP mianował go podporucznikiem ze starszeństwem z 15 sierpnia 1928 i 27. lokatą w korpusie oficerów artylerii, a minister spraw wojskowych wcielił do 21 pułku artylerii polowej w Bielsku. 2 grudnia 1930 prezydent RP nadał mu stopień porucznika z dniem 1 stycznia 1931 i 29. lokatą w korpusie oficerów artylerii. W marcu 1934 pełnił w zastępstwie obowiązki dowódcy baterii. Ukończył Szkołę Strzelania Artylerii w Toruniu. Na stopień kapitana został awansowany ze starszeństwem z 19 marca 1937 i 135. lokatą w korpusie oficerów artylerii. W marcu 1939 pełnił służbę w Wołyńskiej Szkole Podchorążych Rezerwy Artylerii we Włodzimierzu na stanowisku instruktora 3 baterii szkolnej.
Po agresji ZSRR na Polskę z 17 września 1939, w nieznanych okolicznościach, dostał się do niewoli sowieckiej. W kwietniu 1940 przebywał w obozie jenieckim w Kozielsku. Między 19 a 21 kwietnia 1940 został przekazany do dyspozycji naczelnika Zarządu NKWD Obwodu Smoleńskiego – lista wywózkowa 036/4 z 16 kwietnia 1940, pozycja 70. Między 20 a 22 kwietnia 1940 został zamordowany w Katyniu przez funkcjonariuszy Obwodowego Zarządu NKWD w Smoleńsku oraz pracowników NKWD przybyłych z Moskwy na mocy decyzji Biura Politycznego KC WKP(b) z 5 marca 1940. Ofiary tej zbrodni grzebano w bezimiennych mogiłach zbiorowych, gdzie od 28 lipca 2000 mieści się oficjalnie Polski Cmentarz Wojenny w Katyniu. W miejscu tym prowadzone były ekshumacje i prace archeologiczne. W 1943 jego ciało zostało zidentyfikowane w toku ekshumacji nadzorowanych przez Niemców pod numerem 2462 – dosłownie opisany jako „Kasobudzki B....law" (raport dzienny z 18 maja 1943). Przy jego szczątkach znaleziono dwa listy. Figuruje na liście Komisji Technicznej PCK pod numerem 02462, wskazany jako „Kosobudzki B......sław, kpt. syn Jana".
W 1922 ożenił się z Genowefą z Nepostynów, z którą miał córkę Halinę Alicję (ur. 1924) i syna Janusza Witolda (ur. 1928).
5 października 2007 minister obrony narodowej Aleksander Szczygło mianował go pośmiertnie na stopień majora. Awans został ogłoszony 9 listopada 2007 w Warszawie, w trakcie uroczystości „Katyń Pamiętamy – Uczcijmy Pamięć Bohaterów”.

## Ordery i odznaczenia
- Krzyż Srebrny Orderu Wojskowego Virtuti Militari nr 569[1][28] – 28 lutego 1921[29][30]
- Srebrny Krzyż Zasługi[13]
- Medal Pamiątkowy za Wojnę 1918–1921[2]
- Medal Dziesięciolecia Odzyskanej Niepodległości[2]